# Fons (Lot)
Fons é uma comuna francesa na região administrativa de Occitânia, no departamento de Lot. Estende-se por uma área de 14,95 km². Em 2010 a comuna tinha 424 habitantes (densidade: 28,4 hab./km²).